# Jacinto Borja
Jacinto Castel Borja (* 31. Oktober 1905 in Tagbilaran, Bohol; † 27. März 1969) war ein philippinischer Diplomat und Politiker.

## Leben
Jacinto Borja war ein Enkel von Jacinto Borja y Borja, der zwischen 1880 und 1885 Bürgermeister (Gobernadorcillo) von Tagbilaran war. Er selbst begann nach dem Besuch der High School 1923 ein Studium an der Silliman University, das er 1927 mit einem Associate of Arts abschloss. Während eines darauf folgenden postgradualen Studiums der Rechtswissenschaften an der Universität der Philippinen und unternahm 1928 unter der Leitung von Professor Carlos P. Rómulo an einer vom US Bureau of Insular Affairs geförderten Debattierreise mit mehreren US-Universitäten teil. 1930 nahm er eine Tätigkeit als Rechtsanwalt  auf. Er war später als Diplomat tätig und unter anderem Leiter der Europa- und Afrika-Abteilung des Außenministeriums, wo Leon Ma. Guerrero 1946 sein Stellvertreter wurde. Am 1. Januar 1948 wurde er als Nachfolger von Perfecto Balili Gouverneur der Provinz Bohol und bekleidete diesen Posten bis zum 31. Dezember 1951, woraufhin Juan Pajo seine Nachfolge antrat.
Bei der Wahl zum Senat der Philippinen am 10. November 1959 bewarb sich Borja für die Liberal Party für einen der acht zu vergebenden Senatssitze, verpasste allerdings auf dem 17. Platz mit 1.021.281 Stimmen (16 Prozent) den Einzug in den Senat. 1962 wurde er Nachfolger von Francisco Afan Delgado als Botschafter und Ständiger Vertreter bei den Vereinten Nationen in New York City und verblieb in dieser Funktion bis zu seiner Ablösung durch Salvador P. Lopez 1964. Zuletzt fungierte er als Nachfolger von Mauro Mendez zwischen 1965 und seiner Ablösung durch Jose S. Laurel III 1966 als Botschafter in Japan. Ihm zu Ehren wurde die Gov. Jacinto Borja High School in Loon sowie die Borja Street in seiner Heimatstadt Tagbilaran benannt. Des Weiteren wurde 1995 die Taytay Bridge, die als eine von zwei Brücken Tagbilaran mit der Insel Panglao verbindet, in Ambassador Jacinto Castel Borja Bridge umbenannt.
Aus seiner Ehe mit Natividad Lopez Borja ging seine Tochter Venice Borja-Agana hervor, die zwischen 1987 und 1998 den ersten Distrikt von Bohol im Repräsentantenhaus vertrat. Sein jüngerer Bruder Justiniano Borja war zwischen 1954 und dessen Tod 1964 Bürgermeister von Cagayan de Oro.